# Fredolic bord (grup de bolets)
Els fredolics bords són fredolics de barret de convex a estès, sovint mamelonat, de color gris metàl·lic, superfície setinada, sempre marcada per fibril·les radials més fosques.
Les làmines són blanquinoses i poden tenir l’aresta negra o erosionada.
De cama massissa, ferma. La carn fa olor de rave o de farina i el gust és marcadament amarg i algun cop, a més, picant.

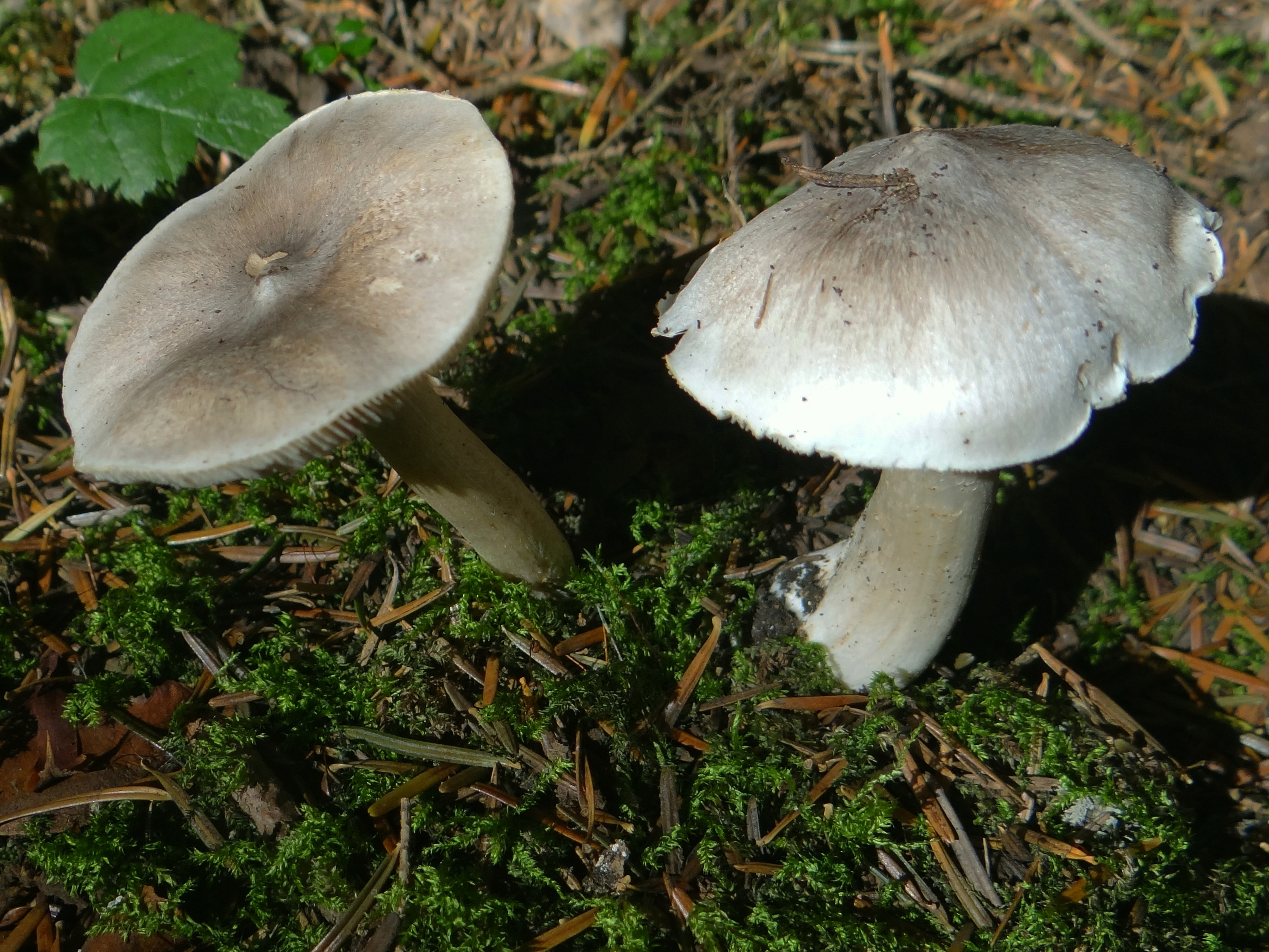
Fredolic bord picant (Tricholoma virgatum).

Cap fredolic bord és comestible.

## Espècies de fredolics bords
Les espècies més corrents de fredolics bords són:
- Tricholoma bresadolanum, fredolic bord d’alzinar
- Tricholoma josserandii, fredolic de Josserand
- Tricholoma sciodes, fredolic bord de faig
- Tricholoma virgatum, fredolic bord picant.